# Wizards and Warriors X: Fortress of Fear
 (juillet 2012).
Si vous disposez d'ouvrages ou d'articles de référence ou si vous connaissez des sites web de qualité traitant du thème abordé ici, merci de compléter l'article en donnant les références utiles à sa vérifiabilité et en les liant à la section « Notes et références ».
Wizards and Warriors X: The Fortress of Fear est un jeu vidéo de plates-formes, développé par la société britannique Rare pour la Game Boy, distribué par Acclaim Entertainment en 1990. Il fait partie de la série Wizards and Warriors et suit immédiatement IronSword : Wizards and Warriors II, bien qu'il n'eut jamais d'épisodes III à IX. Le joueur dirige Kuros, le dernier chevalier à manipuler l'Epée de Fer, à la recherche de la princesse Elaine capturée par le sorcier Malkil, retenue prisonnière dans la Forteresse de la Peur, d'où est tiré le nom du jeu.
Wizards and Warriors X: The Fortress of Fear est composé de cinq chapitres (la périphérie de la forteresse, les oubliettes, les salles d'armes, le parapet et le donjon) répartis sur 18 niveaux, dans lequel Kuros doit affronter les ennemis et éviter les pièges tout en s'approchant du sorcier Malkil.

## Système de jeu
Wizards and Warriors X: The Fortress of Fear est un jeu de plates-formes et d'action linéaire, dans lequel le joueur dirige Kuros. Celui-ci doit se déplacer vers la fin du niveau en ayant la possibilité de sauter, s'accroupir, attaquer (en position normale, basse ou en donnant un coup en hauteur). Il peut donner des coups répétitifs contre les ennemis s'approchant et éviter les différents pièges tels que des trappes, des gouttes d'acides ou des projectiles. Il dispose d'une jauge de vie représentée par des cœurs, perdant de la santé s'il est touché par des ennemis, des pièges ou s'il fait une trop haute chute. Il perd une vie si jamais il tombe dans une trappe ou qu'il perd l'ensemble de sa vie. Une vie perdue prive Kuros de l'ensemble des clés qu'il possède et des bonus qu'il pourrait posséder tels que les bottes de saut.
Divers bonus sont disposés tels que de la nourriture ou de la bière pour régénérer sa santé, des gemmes qui lui permettent, au nombre de dix, de gagner une vie ; des poupées miniatures à son effigie lui conférant une vie ; ou des clés lui permettant d'ouvrir des coffres, ceux-ci contenant divers objets magiques tels que des bottes de saut qui lui permettent de sauter plus loin et d'éviter les chutes, un parchemin d'invulnérabilité temporaire, une potion de soin, un bouclier de résistance, une vie supplémentaire ou trois gemmes. Charge au joueur astucieux de se souvenir du contenu de chacun des coffres pour ne prendre que celles qui auront une réelle utilité vis-à-vis de la zone traversée.
Contrairement à de nombreux jeux de plate-forme d'époque, il est possible pour Kuros de revenir en arrière. Certains secrets sont présents, comme la possibilité de passer au travers ou par-dessus certains murs, des plates-formes invisibles au pied des trappes ou apparaissant après plusieurs secondes, conférant des zones secrètes dans chacun des niveaux, certaines remplies de bonus et d'autres permettant d'accéder au milieu d'un niveau ou à partir d'un point de départ plus facile.
Chaque chapitre se clot par la présence d'un boss, celui-ci étant puissant mais possédant une routine qui permet à Kuros de l'esquiver et de lui asséner par moments des coups. Le dernier boss étant Malkil, sa défaite permettant à Kuros de sauver Elaine.
La récupération de bonus ou la destruction des ennemis confèrent des points, qui permettent à la fin de l'aventure (échec ou victoire) d'enregistrer son nom sur trois caractères, ce record étant effacé à l'extinction de la console.